# Arquidiócesis de Santarén
La arquidiócesis de Santarén (en latín: Archidioecesis Santaremensis y en portugués: Arquidiocese de Santarém) es una circunscripción eclesiástica de la Iglesia católica en Brasil. Se trata de una arquidiócesis latina, sede metropolitana de la provincia eclesiástica de Santarén. Desde el 6 de noviembre de 2019 su arzobispo es Irineu Roman, de los Josefinos de Murialdo.

## Territorio y organización
La arquidiócesis tiene 171 906 km² y extiende su jurisdicción sobre los fieles católicos de rito latino residentes en 7 municipios del estado de Pará: Santarén, Monte Alegre, Almerim, Prainha, Moju, Belterra y Aveiro.
La sede de la arquidiócesis se encuentra en la ciudad de Santarén, en donde se halla la Catedral de Nuestra Señora de la Concepción.
En 2020 en la arquidiócesis existían 43 parroquias. 
La arquidiócesis tiene como sufragáneas a las diócesis de: Óbidos y Xingu-Altamira y a las prelaturas territoriales de: Alto Xingu-Tucumã e Itaituba.

## Historia
La prelatura territorial de Santarén fue erigida el 21 de septiembre de 1903 con el decreto Romani Pontifices de la Congregación Consistorial, obteniendo su territorio de la diócesis de Belém do Pará (hoy arquidiócesis de Belém do Pará). Originalmente estaba inmediatamente sujeta a la Santa Sede.
El 1 de mayo de 1906 se convirtió en sufragánea de la arquidiócesis de Belém do Pará.
El 16 de agosto de 1934 cedió una porción de su territorio para la erección de la prelatura territorial de Xingu mediante la bula Animarum bonum del papa Pío XI.
El 1 de febrero de 1949 cedió una porción de su territorio para la erección de la prelatura territorial de Macapá (hoy diócesis de Macapá) mediante la bula Unius Apostolicae del papa Pío XII.
El 10 de abril de 1957 cedió otra porción de su territorio para la erección de la prelatura territorial de Óbidos (hoy diócesis de Óbidos) mediante la bula Cum sit animorum del papa Pío XII.
El 16 de octubre de 1979 la prelatura territorial fue elevada a diócesis con la bula Cum praelaturae del papa Juan Pablo II.
El 6 de julio de 1988 cedió otra porción de territorio para la erección de la prelatura territorial de Itaituba mediante la bula De peramplis quidem del papa Juan Pablo II.
El 6 de noviembre de 2019, en virtud de la bula Ad tutelam del papa Francisco, la diócesis fue elevada al rango de arquidiócesis metropolitana.

## Estadísticas
Según el Anuario Pontificio 2021 la arquidiócesis tenía a fines de 2020 un total de 333 760 fieles bautizados.
| Año                                                                             | Población            | Población | Población      | Sacerdotes | Sacerdotes    | Sacerdotes    | Bautizados por sacerdote | Diáconos permanentes | Religiosos | Religiosos | Parroquias |
| Año                                                                             | Bautizados católicos | Total     | % de católicos | Total      | Clero secular | Clero regular | Bautizados por sacerdote | Diáconos permanentes | Varones    | Mujeres    | Parroquias |
| ------------------------------------------------------------------------------- | -------------------- | --------- | -------------- | ---------- | ------------- | ------------- | ------------------------ | -------------------- | ---------- | ---------- | ---------- |
| 1950                                                                            | 162 000              | 190 000   | 85.3           | 34         | 2             | 32            | 4764                     |                      | 36         | 65         | 18         |
| 1965                                                                            | 167 472              | 170 889   | 98.0           | 37         | 3             | 34            | 4526                     |                      | 54         | 101        | 12         |
| 1970                                                                            | 164 900              | 172 630   | 95.5           | 39         | 2             | 37            | 4228                     |                      | 37         | 86         | 13         |
| 1976                                                                            | 257 155              | 270 690   | 95.0           | 40         |               | 40            | 6428                     |                      | 56         | 73         | 13         |
| 1980                                                                            | 279 000              | 284 000   | 98.2           | 32         | 2             | 30            | 8718                     | 1                    | 50         | 55         | 13         |
| 1990                                                                            | 465 855              | 517 617   | 90.0           | 31         | 9             | 22            | 15 027                   |                      | 40         | 39         | 12         |
| 1999                                                                            | 367 054              | 458 818   | 80.0           | 40         | 18            | 22            | 9176                     |                      | 35         | 43         | 16         |
| 2000                                                                            | 378 065              | 472 582   | 80.0           | 43         | 21            | 22            | 8792                     |                      | 32         | 38         | 17         |
| 2001                                                                            | 342 284              | 488 978   | 70.0           | 44         | 22            | 22            | 7779                     |                      | 32         | 41         | 17         |
| 2002                                                                            | 342 284              | 488 978   | 70.0           | 40         | 24            | 16            | 8557                     |                      | 29         | 34         | 19         |
| 2003                                                                            | 279 386              | 488 978   | 57.1           | 46         | 26            | 20            | 6073                     |                      | 28         | 32         | 19         |
| 2004                                                                            | 203 468              | 415 242   | 49.0           | 42         | 21            | 21            | 4844                     |                      | 34         | 38         | 21         |
| 2010                                                                            | 295 936              | 447 000   | 66.2           | 44         | 25            | 19            | 6725                     |                      | 30         | 48         | 23         |
| 2014                                                                            | 316 500              | 451 000   | 70.2           | 53         | 26            | 27            | 5971                     |                      | 39         | 51         | 22         |
| 2017                                                                            | 323 326              | 461 895   | 70.0           | 70         | 36            | 34            | 4618                     |                      | 47         | 46         | 43         |
| 2020                                                                            | 333 760              | 476 800   | 70.0           | 72         | 40            | 32            | 4635                     |                      | 40         | 38         | 43         |
| Fuente: Catholic-Hierarchy, que a su vez toma los datos del Anuario Pontificio. |                      |           |                |            |               |               |                          |                      |            |            |            |

## Episcopologio
- Frederico Benício de Souza e Costa, E.C.M.C. † (22 de septiembre de 1904-8 de enero de 1907 nombrado obispo de Amazonas)
- Amando Bahlmann, O.F.M. † (10 de enero de 1907-5 de marzo de 1939 falleció)
  - Sede vacante (1939-1947)
- Anselmo Pietrulla, O.F.M. † (13 de diciembre de 1947-18 de junio de 1949 nombrado obispo de Campina Grande)
- João Floriano Loewenau, O.F.M. † (8 de septiembre de 1950-12 de septiembre de 1957 nombrado obispo de Óbidos)
- James Micheal Ryan, O.F.M. † (31 de enero de 1958-27 de noviembre de 1985 renunció)
- Lino Vomboemmel, O.F.M. † (27 de noviembre de 1985 por sucesión-28 de febrero de 2007 retirado)
- Esmeraldo Barreto de Farias, Ist. del Prado (28 de febrero de 2007-30 de noviembre de 2011 nombrado arzobispo de Porto Velho)
- Flavio Giovenale, S.D.B. (19 de septiembre de 2012-19 de septiembre de 2018 nombrado obispo de Cruzeiro do Sul)
- Irineu Roman, C.S.I., desde el 6 de noviembre de 2019